# Karl Kaltenmoser

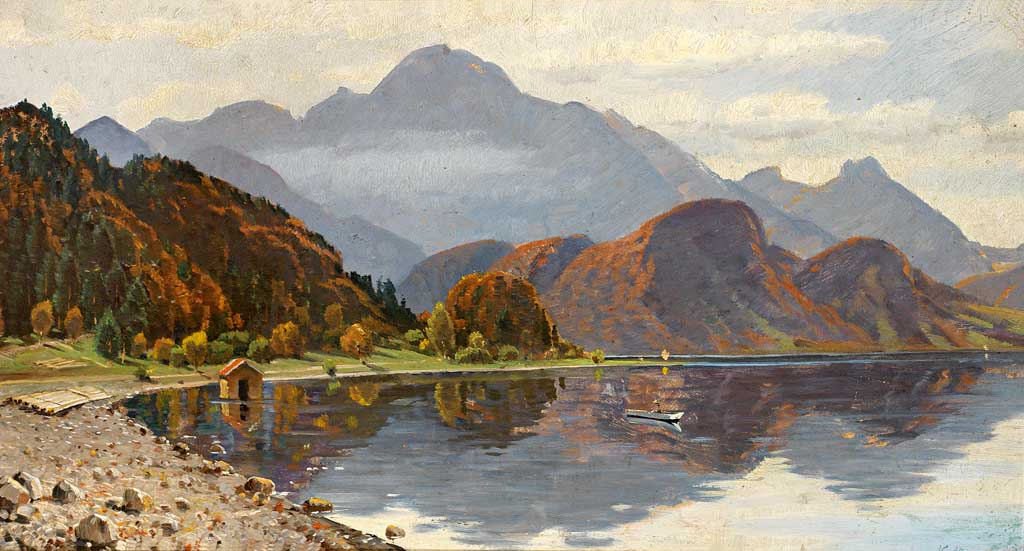
Osterstimmung am Kochelsee

Karl Kaltenmoser (* 20. Juni 1853 in München; † 22. Februar 1923 ebenda) war ein deutscher Landschaftsmaler.

## Leben
Karl Kaltenmoser war ein Sohn des Malers Caspar Kaltenmoser (1806–1867), Bruder der Maler Max Kaltenmoser (1842–1887) und Albert Kaltenmoser (1844–1871).
Karl Kaltenmoser war zunächst Postbeamter, hat sich erst in späteren Jahren der Malerei zugewandt und seine Bilder von 1909 bis 1922 im Münchner Glaspalast ausgestellt. Er schuf Landschaftsbilder aus der Umgebung Münchens und dem bayrischen Gebirge.